# 에우세비 구엘
구엘 1대 백작 에우세비 구엘(Eusebi Güell, 1846년 12월 15일~1918년 7월 8일) 또는 바시갈루피(Bacigalupi)는 19세기 후반 카탈루냐의 산업 혁명으로 큰 부를 얻은 카탈루냐의 기업가이다. 건축가 안토니 가우디를 후원하고 그에게 건물 의뢰를 맡긴 것으로 유명하다. 그는 1871년에 제1대 코밀라스 후작이자 악명 높은 노예 상인인 안토니오 로페즈(Antonio López y López)의 딸인 Luisa Isabel Lopez y Bru와 결혼하여 10명의 자녀를 두었다. 구엘의 딸 중 한 명인 이사벨 구엘 이 로페스(Isabel Güell i López)는 유명한 작곡가가 되었다.

## 생애
구엘은 바르셀로나에서 태어났으며 그의 아버지 Joan Güell i Ferrer는 토레뎀바라 출신으로, 쿠바에서 노예상인으로 체류하는 동안 상당한 부를 축적한 후 바르셀로나로 돌아와 수많은 활동을 통해 엄청난 부를 축적한 산업가였다. 그의 어머니, 프란체스카 바치갈루피 1세 돌체르(Francesca Bacigalupi I Dolcer)는 18세기 후반에 카탈로니아로 이주한 제노바 출신의 고대 상인 가문 출신이었다.
구엘은 주로 직물 사업을 하던 아버지의 사업을 물려받아 집안의 부를 늘렸다. 결혼 후 그는 스페인에서 가장 부유한 사람 중 한 명이 되었다.
구엘은 1878년 파리에서 열린 세계박람회를 방문한 후, 스페인관에 전시된 가우디의 작품을 보고 당시 젊은 건축가였던 안토니 가우디를 만났다. 두 사람은 평생 친구이자 동료가 되었고 종교(둘 다 독실한 가톨릭 신자)를 포함하여 서로 공통된 관심사가 많았다. 구엘은 건축가 안토니 가우디의 일종의 '메디치가문' 같은 후원자가 되었다. 두 사람의 수많은 협업은 가우디의 경력 초기부터 시작되었는데, 가우디는 구엘의 후원과 의뢰를 받아 그를 위한 독특한 디자인의 건물을 만들었다.
이러한 야심찬 건축가를 위해 구엘이 초기에 의뢰한 작품으로는 가라프에 있는 보데가 구엘(와인 양조장), 구엘 파빌리온, 그리고 원래 구엘 가문의 집이었지만 나중에 국가에 유산으로 물려준 구엘 공원 등이 있다.

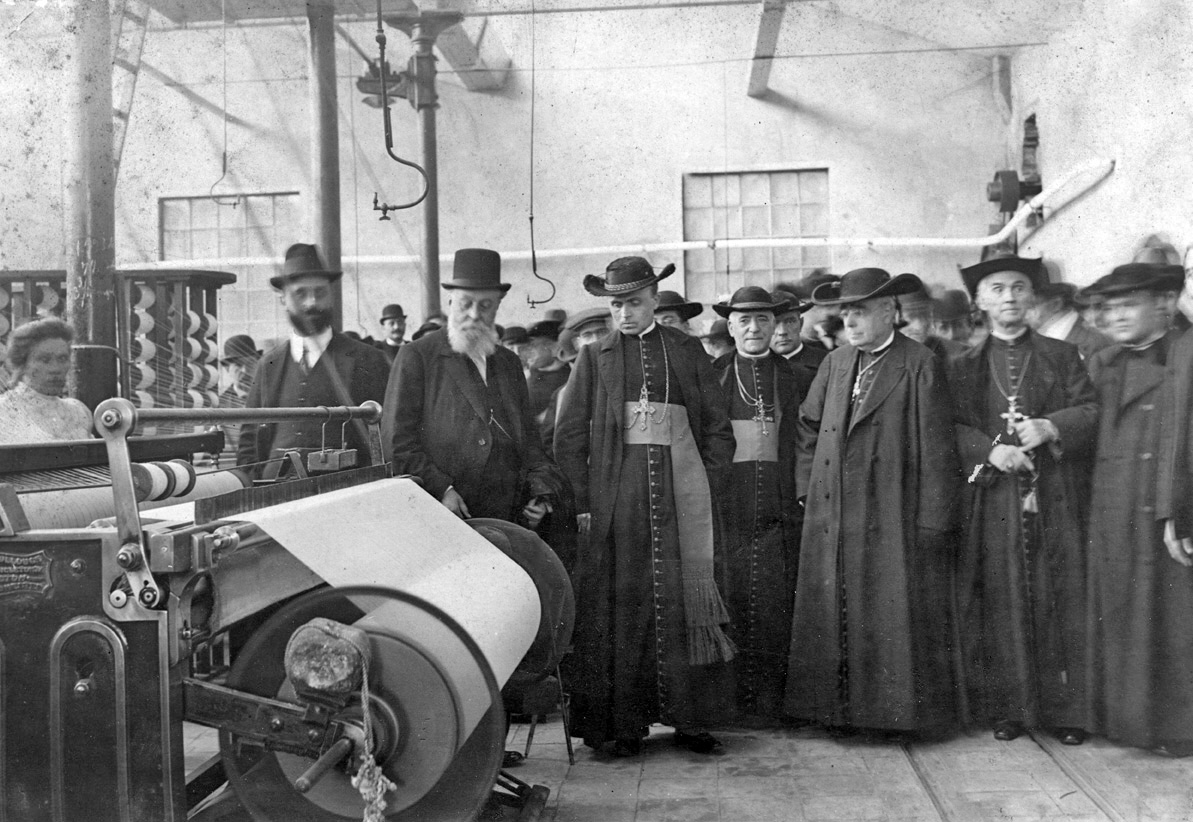
1910년 콜로니아 구엘을 방문한 구엘 백작과 바르셀로나, 타라고나, 레이다, 빅, 발렌시아 주교들

1890년 구엘은 자신의 직물 공장을 산츠에서 바르셀로나 남쪽의 산타 콜로마 데 세르벨로(Santa Coloma de Cervello)로 이전했다. 그는 19세기 후반에 건설된 영국 노동자 식민지를 본떠 노동자 식민지를 건설했다. 산타 콜로마의 식민지 또는 마을은 현재 콜로니아 구엘(Colonia Güell)로 알려져 있으며, 높은 사회주의적 이념을 토대로 건설되었다. 즉, 마을에 지어진 평균보다 큰 방, 넓은 창문, 통풍이 잘 되는 주택에서 직물 노동자와 그들의 가족들이 편안한 생활 환경을 누릴 수 있었다. 이 마을은 비교적 자립적으로 운영될 예정이었으며 상점, 카페, 극장, 도서관, 학교(남학생 전용) 등이 들어설 예정이었다. 1890년에 가우디는 마을을 내려다보는 언덕에 교회와 지하 납골당을 건설하라는 의뢰를 받았다. 그러나 구엘은 재정적 어려움에 부딪혔고 결국 프로젝트는 중단되었다. 이 작품은 미완성 상태임에도 불구하고 가우디의 특징적인 건축 장치인 현수선 아치와 모자이크식 마감재가 많이 반영되어 있어 걸작으로 평가된다. 아직도 정상적으로 운영되고 있는 이 마을에는 현대주의 건축물의 훌륭한 예가 많이 존재한다.
한때 가우디는 구엘에게 "가끔 우리만이 이 건축물을 좋아하는 것 같아요."라고 말했다고 한다. 이에 구엘은 "저는 당신의 건축물이 마음에 들지 않습니다. 존경합니다."라고 대답했다.
1900년에 구엘은 바르셀로나의 그라시아에 땅을 매입하고 가우디를 고용하여 부자들을 위한 저택을 건설했다. 그러나 당시 그 지역은 외딴 지역으로 여겨졌고, 집이 단 두 채만 지어지는 등 이 프로젝트는 상업적 성공을 거두지 못했다. 결국 1923년 구엘 가문은 이 땅을 바르셀로나에 기증했고, 이를 구엘 공원이라고 명명했다.
1908년 알폰소 13세 국왕은 에우세비 구엘을 백작으로 임명했다. 1918년 구엘은 구엘 공원에 있는 자신의 집에서 사망했다.

## 후원
구엘의 이름을 딴 가우디의 건물은 다음과 같다.
- 구엘 저택
- 콜로니아 구엘 성당
- 구엘 공원
- 보데가 구엘
- 구엘 파빌리온